# Тутмос II
Тутмос II е четвъртият фараон от Осемнадесета династия в Древен Египет. Съпруг и доведен брат на Хатшепсут, баща на Тутмос III. Годините на неговото управление често се определят като 1494 – 1490 пр.н.е. или 1482 – 1479 пр.н.е. Тутмос II е син на фараон Тутмос I от неговата второстепенна жена Мутнофрет. Въпреки това, това става пълноценен наследник на трона, като се жени за доведената си сестра – царица Хатшепсут, която има чисто царски произход.
Неговото управление вероятно е силно повлияно от съпругата му Хатшепсут.
Мумията на Тутмос II е открита в Деир-ел-Бахри над погребалния храм на Хатшепсут и може да бъде видяна в Египетския музей в Кайро.